# Rhus schiedeana
Rhus schiedeana är en sumakväxtart som beskrevs av Diederich Franz Leonhard von Schlechtendal. Rhus schiedeana ingår i släktet sumaker, och familjen sumakväxter. Inga underarter finns listade i Catalogue of Life.